# Famine monétaire des années 1800
La famine monétaire des années 1800 est un épisode de l'histoire monétaire qui a joué un rôle décisif sur la voie de l'établissement progressif de l'étalon-or en Grande-Bretagne.

## Histoire

### Le contexte
La finance moderne est née en Grande-Bretagne avec la Glorieuse Révolution, la création de la Banque d'Angleterre qui émet des billets de banque payable à vue, et des grandes compagnies cotées à la Bourse de Londres. Cette première vague d'expansion prend fin avec le krach de 1720, concomitant de l'effondrement du Système de Law à Paris. On entre ensuite dans une période de reprise en main des finances par les États européens, la Banque d'Angleterre faisant figure d'exemple jusqu'en 1770, alors que la France s'enfonce peu à peu dans un important déficit des finances publiques.
Grâce aux billets de banque hérités de la Révolution financière britannique, l'économie britannique avait réussi à résister à la fuite de capitaux en 1774. Celle-ci s'était concrétisée par la sortie massive de pièces d'or et d'argent, à la veille de la guerre d'indépendance des États-Unis, (1776-1784). Aggravée par une fiscalité britannique beaucoup plus élevée que sur le continent européen, cette fuite de capitaux n'a pas empêché la révolution industrielle de s'accélérer, grâce au dynamisme des premiers entrepreneurs du coton britannique et à la Canalmania.
Dans les années 1790, l'Angleterre doit faire face à une nouvelle et sévère pénurie d'argent. Les pièces fuient le pays, mouvement qui s'aggrave ensuite sur fond de guerres napoléoniennes. En France, la période des assignats a pris fin, mais elle n'a pas contribué à renforcer la confiance des épargnants dans le papier-monnaie, entraînant au contraire une spéculation sur les métaux précieux. La Révolution française a accouché de la Banque de France, qui n'a pas encore de stock d'or suffisant pour rassurer ses interlocuteurs. Les États-Unis sont encore un petit pays, ramassé sur la côte Atlantique, qui exploite peu de mines. 
L'Angleterre cesse alors de frapper de grosses pièces en argent et décide de fabriquer des pièces « jetons » sans valeur intrinsèque en guise de monnaie de nécessité, ou contremarque des pièces étrangères. La pénurie de métaux précieux est d'autant plus forte que le Minas Gerais brésilien ne produit plus que 3 tonnes par an au lieu de 15 tonnes vers 1740 et que la ruée vers l'or de l'Altaï et la ruée vers l'or de l'Oural sont encore seulement balbutiantes. Le gouvernement britannique décide donc de suspendre la convertibilité de la livre sterling, décision provisoire qui va en fait être maintenue pendant deux décennies.
Cette pénurie de métaux précieux est aggravée par le déclenchement d'une guerre maritime qui oppose la Royal Navy aux navires français puis espagnols, lors du blocus continental.
Par ailleurs, la guerre contre Napoléon coûte une fortune à l'État britannique, qui sort d'une guerre tout aussi coûteuse avec les insurgés de ses anciennes colonies américaines.

### Les conséquences
À la fin des guerres napoléoniennes, au milieu des années 1810, l'Angleterre lance un programme ambitieux de fabrication d'espèces métalliques, et ce, pour en renouveler la composition : celle-ci repose sur la création de souverains d'or, de couronnes et demi-couronnes d'argent, puis de farthings de cuivre en 1821. Les pièces d'argent n'ont pas la valeur de leur poids dans le métal. Leur intérêt ne repose plus que sur le statut de la Banque d'Angleterre, qui garantit leur valeur. C'est le premier pas vers l'étalon-or pris dans une dimension ambitieuse, celle de la fin de l'étalon-argent. Près de 40 millions de shillings sont frappés entre 1816 et 1820, ainsi que 17 millions de demi-couronnes et 1,3 million de couronnes. 
En 1819, lors du vote de la loi sur la reprise des paiements en espèces métalliques, l’Act for the Resumption of Cash Payments, il est prévu que la convertibilité du sterling reprendra en 1823. C'est cependant le cas avec deux ans d'avance, dès 1821. Dans les années 1820, les banques régionales britanniques émettent des billets de petites dénominations. À partir de 1826, de nouvelles succursales régionales de la Banque d'Angleterre s'en chargent, et en 1833 les billets de la Banque d'Angleterre deviennent cours légal, au même titre que les métaux précieux, grâce au vote de la première version du Bank Charter Act. En 1844, la troisième et dernière version de cette loi sur la charte des banques déclare que les billets de la Banque d'Angleterre sont désormais la seule monnaie légale, et qu'ils doivent être garantis par une couverture complète en or (échangeable au porteur et à vue). 
Cette décision du gouvernement britannique de suspendre la convertibilité de la livre sterling inspire le président américain Richard Nixon lorsqu'il a fait le choix en 1971, près de deux siècles plus tard, de mettre fin à la convertibilité du dollar américain, décision qui eut des conséquences beaucoup plus dramatiques en raison de la réaction des pays producteurs de matières premières et surtout de pétrole (1973).